# Kultura Chorrera
Kultura Chorrera – kultura archeologiczna istniejąca w okresie prekolumbijskim, rozwijająca się nad południowym wybrzeżem Ekwadoru w dorzeczu rzeki Guayas, na obszarze prowincji: Esmeraldas, Guayas i Manabí, datowana na  1800–300 rok p.n.e. Kultura Chorrera była jedną z najbardziej rozpowszechnionych kultur w prekolumbijskim Ekwadorze. Rozciągała się od wybrzeża Oceanu Spokojnego do wyżyn andyjskich, a nawet południowej Kolumbii. Kultura Chorrera wywodzi się z kultury Machalilla (datowanej na 2000–1500 p.n.e.), na co wskazują poszczególne elementy ceramiki, m.in.: barwa i motywy.

## Zróżnicowanie regionalne

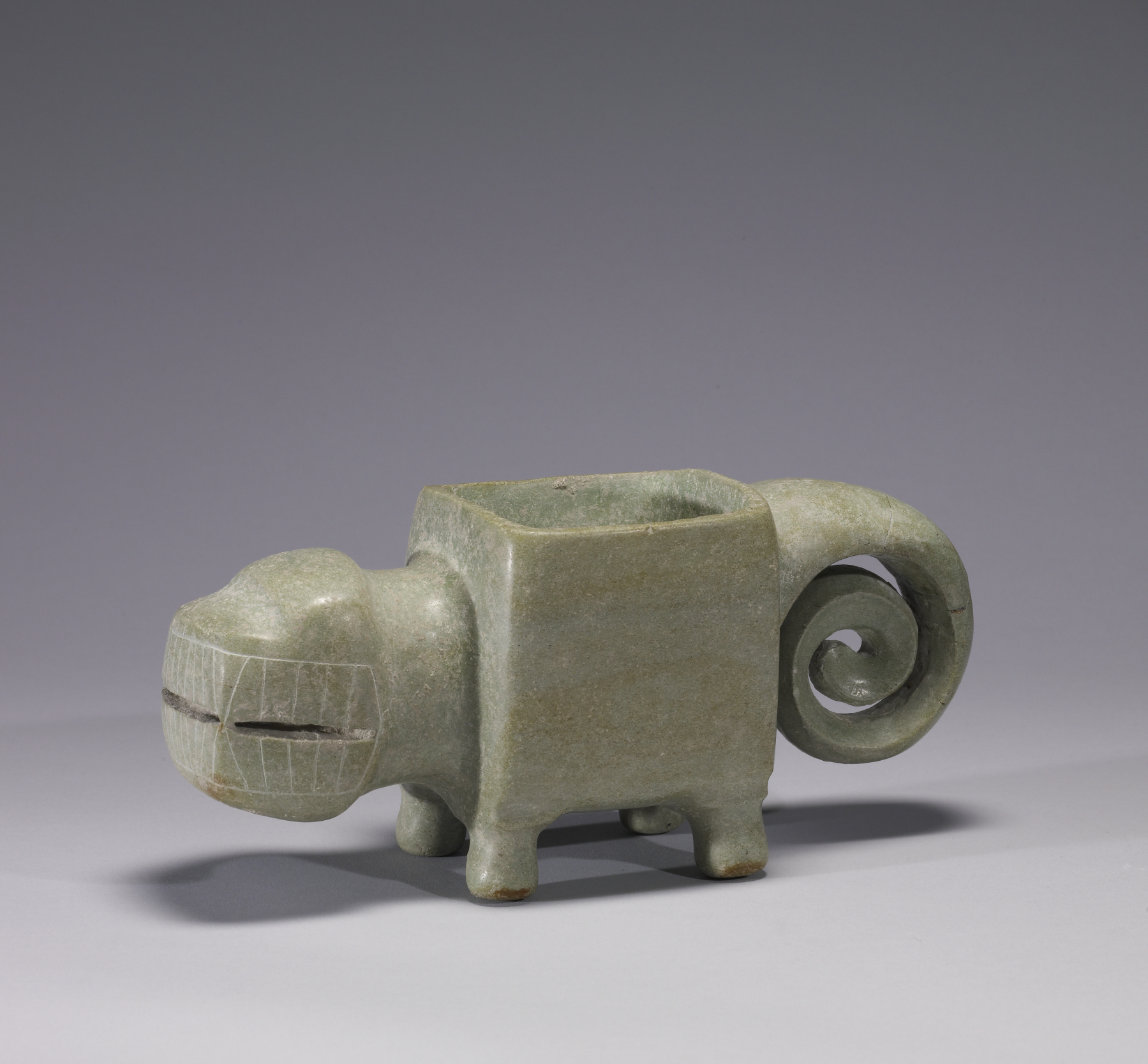
Naczynie w kształcie jaguara

Ze względu na różnice występujące w wyrobach ceramicznych kultura Chorrera charakteryzuje się zróżnicowaniem regionalnym, które tworzą niezależne kultury archeologiczne. Na podstawie badań zostały wyróżnione następujące fazy kultury Chorrera:
- faza Mafa (północna część prowincji Esmeraldas);
- faza Tachina (południowa część prowincji Esmeraldas);
- faza Tabuchula (północna część prowincji Manabí);
- faza Engoroy (Półwysep Santa Elena i region nabrzeżny prowincji Guayas);
- kultura Chorrera właściwa (dorzecze rzeki Guayas);
- wczesna faza Jubones (południowa-wschodnia część prowincji Guayas i zachodnia część prowincji Azuay);
- faza Arenillas (prowincja El Oro).

Dodatkowo zauważalny jest silny wpływ kultury Chorrera na inne sąsiednie regiony, w których zostały wyróżnione następujące fazy:
- późna faza Cotocollao (dorzecze rzeki Quito);
- wczesna faza Narrio (prowincje Azuay i Cañar);
- faza Catamayo (prowincja Loja).

## Gospodarka

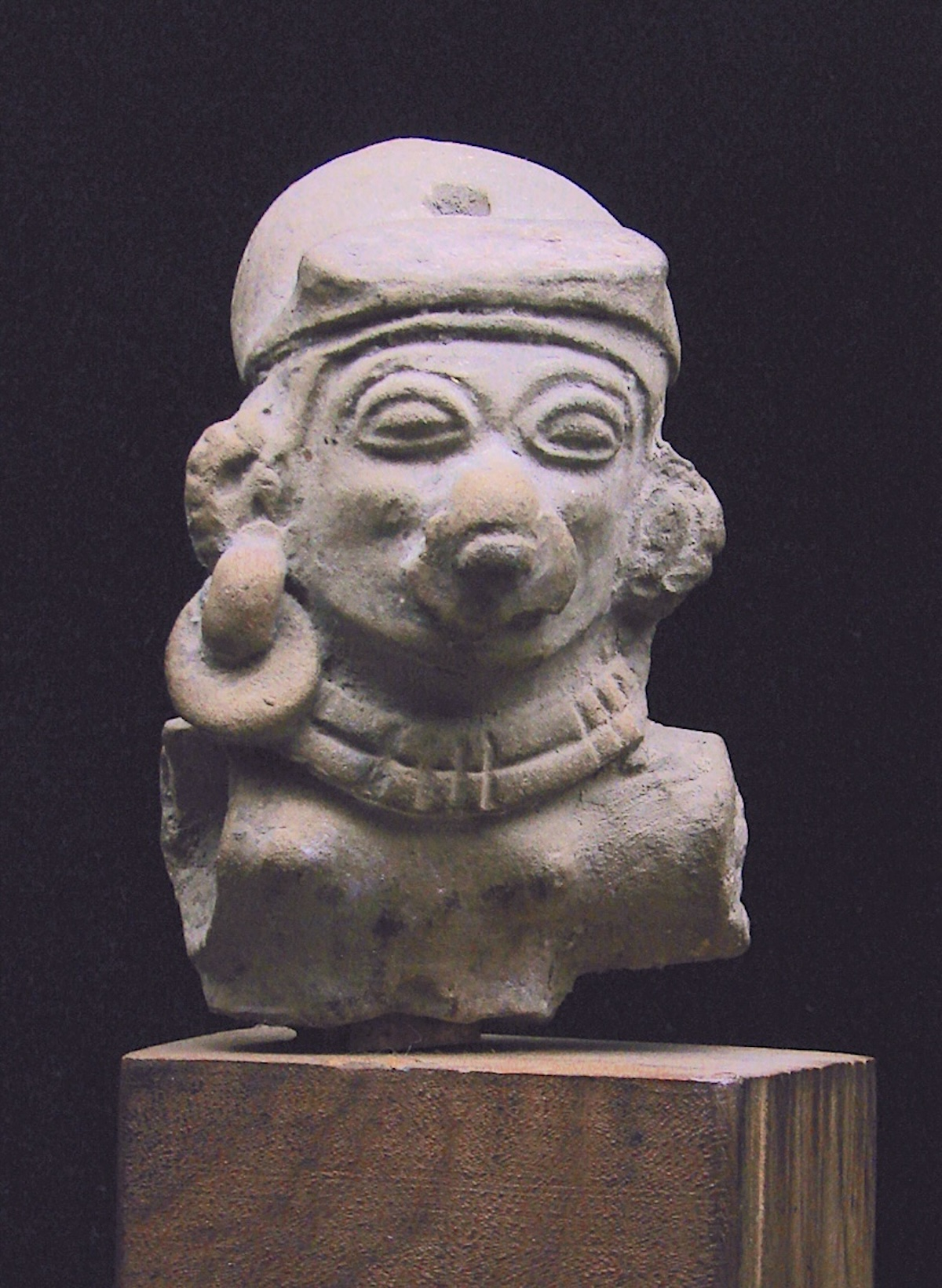
Figurka ludzka z nakryciem głowy

W rolnictwie ludność z kultury Chorrera zajmowała się uprawą roślin następujących gatunków: fasola zwykła i kukurydza zwyczajna oraz roślin z następujących rodzajów: dyniowatych, maranta i pacioreczników. Ponadto zajmowała się również zbieractwem dzikich owoców drzew oraz turzycy i palm. Spośród zwierząt ludność polowała na gryzonie, jaszczurki, jelenie wirginijskie, kaczki, mazamy, pancerniki, pekari i żaby oraz zajmowała się zbieraniem skorupiaków na wybrzeżu.
Ludności z kultury Chorrera przypisuje się pierwsze wydobycie i obróbkę metali na terenie Ekwadoru. Metalowe przedmioty i ich fragmenty zostały odnalezione w okolicach miasta Salango. Przedmioty metalowe (głównie biżuteria) wykonane były z miedzi, srebra i złota.
Kultura Chorrera rozwijała sieć handlową, która została zainicjowana przez wcześniejsze kultury: Machalilla i Valdivia (datowanej na 4000–1000 p.n.e.). W handlu znajdowały się m.in.: muszle małż z rodzaju Spondylus oraz kamienie obsydianu, jak również biżuteria, ozdoby i instrumenty. Część z przywiezionych towarów pochodziła z Peru.

## Sztuka
Cechą charakterystyczną dla kultury Chorrera były wyroby ceramiczne, w których przewijały się motywy zwierząt i roślin zdobiące naczynia oraz figurki ludzkie wykonane z form. Wytwarzana ceramika charakteryzowała się gładką powierzchnią o wysokim stopniu połysku, o barwie czerwonej, czarnej i beżowej. Dodatkowo ceramika była ozdobiona wcięciami, a do jej udekorowania stosowano farbę opalizującą. Figurki ludzkie cechowały się zaokrąglonymi kształtami i posiadały nakrycie głowy, które mogło świadczyć o statusie społecznym. W wyrobach ceramicznych (odnośnie do kształtu) zauważalny jest wpływ ze wcześniejszej kultury Machalilla. Dodatkowo za kultury Chorrera powstały nowe formy ceramiki, jak np. butelki – gwizdki, które służyły zarówno jako pojemnik do przenoszenia wody oraz instrument emitujący dźwięk po dmuchnięciu w szyjkę butelki.

## Organizacja społeczna
Ludy z kultury Chorrera zakładały małe osady, które były zamieszkiwane od 100 do 200 osób. Osady położone były nad brzegami rzeki Guayas oraz jej dopływów. Nie zachowały się żadne ślady po budynkach mieszkalnych. Ludy zamieszkujące poszczególne osady powiązane były między sobą zarówno pokrewieństwem, jak i powinowactwem. W strukturze społecznej w zależności od wykonywanych prac ludność dzieliła się na rybaków, rolników, kapłanów i uzdrowicieli.

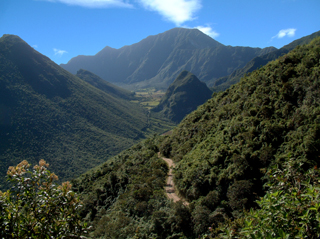
Wulkan Pululagua

## Upadek
W 467 roku p.n.e. doszło do erupcji wulkanu Pululagua (Pululahua) położonego na północ od miasta Quito. W wyniku erupcji wulkanu zachodnia część Ekwadoru została pokryta popiołem wulkanicznym, od tego momentu zaobserwowano mniejsze przejawy kultury Chorrera. Jednak niektóre osady kultury Chorrera z dalekiej północy i południa istniały nadal i ewoluowały w bardziej złożone kultury z okresu 300–200 p.n.e. (np. Bahía, Tolita).